# Nemastoma gigas
Nemastoma gigas was een hooiwagen uit de familie aardhooiwagens (Nemastomatidae). Het werd een junior subjectief synoniem van Paranemastoma sillii (Herman, 1871 in Staręga (1978). Na 2023 de geldige combinatie is Paranemastoma sillii (Herman, 1871).